# Kanton Cachan
Kanton Cachan (fr. Canton de Cachan) je francouzský kanton v departementu Val-de-Marne v regionu Île-de-France. Tvoří ho pouze město Cachan.